# In the Talons of an Eagle
In the Talons of an Eagle è un cortometraggio muto del 1917 diretto da Francis J. Grandon. Sceneggiato da Gilson Willets e prodotto dalla Selig Polyscope Company, il film - di genere drammatico - aveva come interpreti Charles Wheelock, Edith Johnson, Philo McCullough, Lafe McKee.

## Trama
Carl Venger lavora come dipendente nella tenuta di campagna del ricco James Steel jr. È innamorato di Hilda, la figlia del fabbro, ma lei, lusingata da Steel, lo preferisce al povero Venger. Mezzo impazzito per la delusione, il giovane lascia il posto e diventa un eremita mentre Hilda appare felice per il matrimonio con Steel, allietato dalla nascita di un bambino. Un giorno, però, un'enorme aquila sorvola il giardino dove si trova la carrozzina con il bebè e se lo porta via. L'eremita, vedendo l'aquila che porta quella preda nel suo nido, riesce a salvare il piccolo. Rendendosi però conto che è il figlio di Steel e di Hilda, medita vendetta: terrà con sé il ragazzo come un selvaggio fino a quando questi compirà ventun anni per poi restituirlo alla famiglia e godersi la sua rivincita. Venger si sveglia improvvisamente e si rende conto, felice, che è stato tutto un sogno.

## Produzione
Il film fu prodotto dalla Selig Polyscope Company.

## Distribuzione
Distribuito dalla General Film Company, il film - un cortometraggio in due bobine - uscì nelle sale cinematografiche statunitensi il 7 luglio 1917.